# 魏辰洋
魏辰洋（英語：Wei Chen-Yang，1992年2月23日—）是臺灣南投縣草屯鎮人，男子跆拳道運動員。

## 簡歷
魏辰洋生於跆拳道世家，父親魏瑞賢在南投縣開有一間跆拳道館，本身亦是跆拳道7段。辰洋自小便接觸跆拳道，國小三年級便正式接受父親的嚴格訓練，曾連續3年在全中運奪得跆拳道冠軍，更在98年全國運動會為南投縣贏得金牌。
2010年，魏辰洋代表中華台北參加2010年亞洲運動會，出戰跆拳道男子58公斤以下級賽事，最後奪得金牌。由於這是南投縣民首次在亞運會上奪金，魏在回鄉後受到鄰里鄉親熱烈歡迎，並獲頒贈「南投之光」獎牌及營養金嘉勉。
魏辰洋在2012倫敦奧運分組賽時首輪對上越南選手黎黃洲，以5：1獲得勝利。不過稍後在8強賽中與俄羅斯選手阿列克谢·杰尼先科，三回合7: 7平手，比賽進入驟死賽，不料終場以7：10落敗輸給俄羅斯選手，止步八強。
魏辰洋在2014年亞運跆拳道男子58公斤四強賽敗給伊朗選手ASHOURZADEHFALLAH Farzan，獲得銅牌。在亞運賽事後，他表示將不再參加國際賽。
2020年，魏辰洋第三度被警方查獲攜帶毒品，且在盤查時一度想要滅證，將一小包K他命塞進嘴中。

## 外部連結
- 魏辰洋在国际奥林匹克委员会的资料